# Сухоречье (Медведевский район)
Сухоречье (мар. Кугунур — «большое поле») — деревня в Медведевском районе Марий Эл Российской Федерации. Входит в состав Люльпанского сельского поселения.
Численность населения — 2 чел. (2021 год).

## География
Располагается в 11 км от административного центра сельского поселения — деревни Люльпаны.

## История
До 1 апреля 2014 года в деревня входила в состав упразднённого сельского поселения Пижменское.

## Население
| 2010 | 2011 | 2012 | 2013 | 2015 | 2016 | 2018 |
| ---- | ---- | ---- | ---- | ---- | ---- | ---- |
| 7    | ↗8   | →8   | ↘6   | ↘2   | →2   | →2   |
| 2019 | 2020 | 2021 |      |      |      |      |
| →2   | →2   | →2   |      |      |      |      |

Национальный состав на 1 января 2013 г. — 100 % русские.

## Описание
Улично-дорожная сеть деревни имеет асфальтовое и грунтовое покрытие. Жители проживают в индивидуальных домах, не имеющих централизованного водоснабжения и водоотведения. Деревня не газифицирована.

## Известные уроженцы
Пластинин Николай Александрович (1929—2021) — советский деятель фармацевтической промышленности, изобретатель, рационализатор. Начальник цеха синтеза аскорбиновой кислоты, советник генерального директора, председатель Совета трудового коллектива Йошкар-Олинского витаминного завода / ОАО «Марбиофарм» (1973—2002). Заслуженный химик Российской Федерации (1992).